# Abakaliki
Abakaliki – miasto w południowej Nigerii, stolica stanu (Ebonyi), na wschód od miasta Enugu. 

## Dane ogólne
- Położenie geograficzne:  6°19'N 8°5'E
- Liczba ludności: 267.386 (2012)

Miasto zamieszkują głównie chrześcijanie i animiści. Jest ono siedzibą katolickiej diecezji Abakaliki

## Gospodarka
Abakaliki jest głównym ośrodkiem handlowym regionu. W mieście odbywa się handel produktami rolnymi ludu Igbo (jams, maniok, ryż, olej palmowy oraz nasiona palmowe).  Węzeł drogowy, krzyżują się tu drogi z Enugu, Afikpo i Ogoja. Główne uprawy w tym regionie to maniok, ryż i palma oleista. W pobliżu miasta występują złoża rud cynku i ołowiu, a także wapienie. Ołów wydobywany jest od czasów przedkolonialnych, natomiast rudy przerabiane są tylko wtedy, kiedy ich cena na rynkach światowych jest wysoka. Wapienie eksploatowane są na potrzeby cementowni w Nkalagu, położonej 35 km na północny zachód od miasta.
Państwowe farmy nastawione są na produkcję drobiu i jaj. 

## Demografia
| Rok  | Liczba ludności |
| ---- | --------------- |
| 1991 | 62 770          |
| 2005 | 138 000         |
| 2006 | 122 000         |